# Pexonne
Pexonne ist eine französische Gemeinde mit 330 Einwohnern (Stand: 1. Januar 2022) im Département Meurthe-et-Moselle in der Region Grand Est (bis 2015 Lothringen). Sie gehört zum Arrondissement Lunéville und zum Kommunalverband Vezouze en Piémont.

## Geografie
Die Gemeinde Pexonne liegt in einem Seitental der Verdurette in den westlichen Ausläufern der Vogesen, etwa 30 Kilometer südöstlich von Lunéville. Im Südosten hat Pexonne einen Anteil am Stausee Lac de Pierre-Percée, der zur Notkühlung des 100 Kilometer entfernten Kernkraftwerkes Cattenom angelegt wurde. Umgeben wird Pexonne von den Nachbargemeinden Fenneviller im Norden und Nordosten, Badonviller und Pierre-Percée im Osten, Neufmaisons im Südwesten, Vacqueville im Westen und Sainte-Pôle im Nordwesten. Zur Gemeinde gehört die Ferienhaussiedlung La Combelle.

## Geschichte
Der Ursprung des Dorfes ist noch ungeklärt. Archivalien, die das Dorf im Jahr 1076 erwähnen, sind umstritten; für das 13. Jahrhundert ist die Existenz von Pexonne aber belegt. Bis 1603 unterstand Pexonne dem Haus Salm und kam dann an das Herzogtum Lothringen. Während der Kriege des 17. Jahrhunderts wurde Pexonne sehr in Mitleidenschaft gezogen, im Jahr 1651 teilweise zerstört. Als König Ludwig XIV. 1672 hohe Steuern auf Silberbesteck und Geschirr erhob, um seine Kriege zu finanzieren, war dies der Anlass für den Aufbau einer Steingutindustrie. Die Keramikmanufakturen von Pexonne gehören wahrscheinlich zu den ältesten in ganz Frankreich. Am 30. Juni 1719 erteilte Herzog Leopold ein Patent zur Errichtung einer Keramikfabrik in Pexonne. Den Höhepunkt erreichte die Keramikproduktion 1897, als die Zahl der Mitarbeiter auf 300 anwuchs. Die beiden Weltkriege verursachten erhebliche Schäden an der Fabrik. 1953 wurden mit etwa 50 Mitarbeitern wieder Keramikziegel produziert. 1979 übernahm das Unternehmen Huguenot-Fenal die Fabrik und schloss sie einige Jahre später zugunsten anderer Standorte.
Am 27. August 1944 wurden bei einer Razzia von Wehrmacht und Gestapo auf der Suche nach Maquisards 118 Männer und eine Frau nach Baccarat zum Sitz des dortigen Gestapokommandos gebracht. Drei Männer wurden dort erschossen und 80 ins KZ Natzweiler-Struthof gebracht. Nur 17 überlebten. Am 7. November 1944 fand erneut eine Razzia statt und 158 Personen, von denen 17 Einwohner des Ortes waren, wurden zur Zwangsarbeit nach Heidelberg verschleppt.

### Bevölkerungsentwicklung
| Jahr      | 1962 | 1968 | 1975 | 1982 | 1990 | 1999 | 2010 | 2021 |
| Einwohner | 733  | 683  | 554  | 474  | 446  | 410  | 411  | 334  |

Im Jahr 1901 wurde mit 1184 Bewohnern die bisher höchste Einwohnerzahl ermittelt. Die Zahlen basieren auf den Daten von cassini.ehess und INSEE.

## Sehenswürdigkeiten

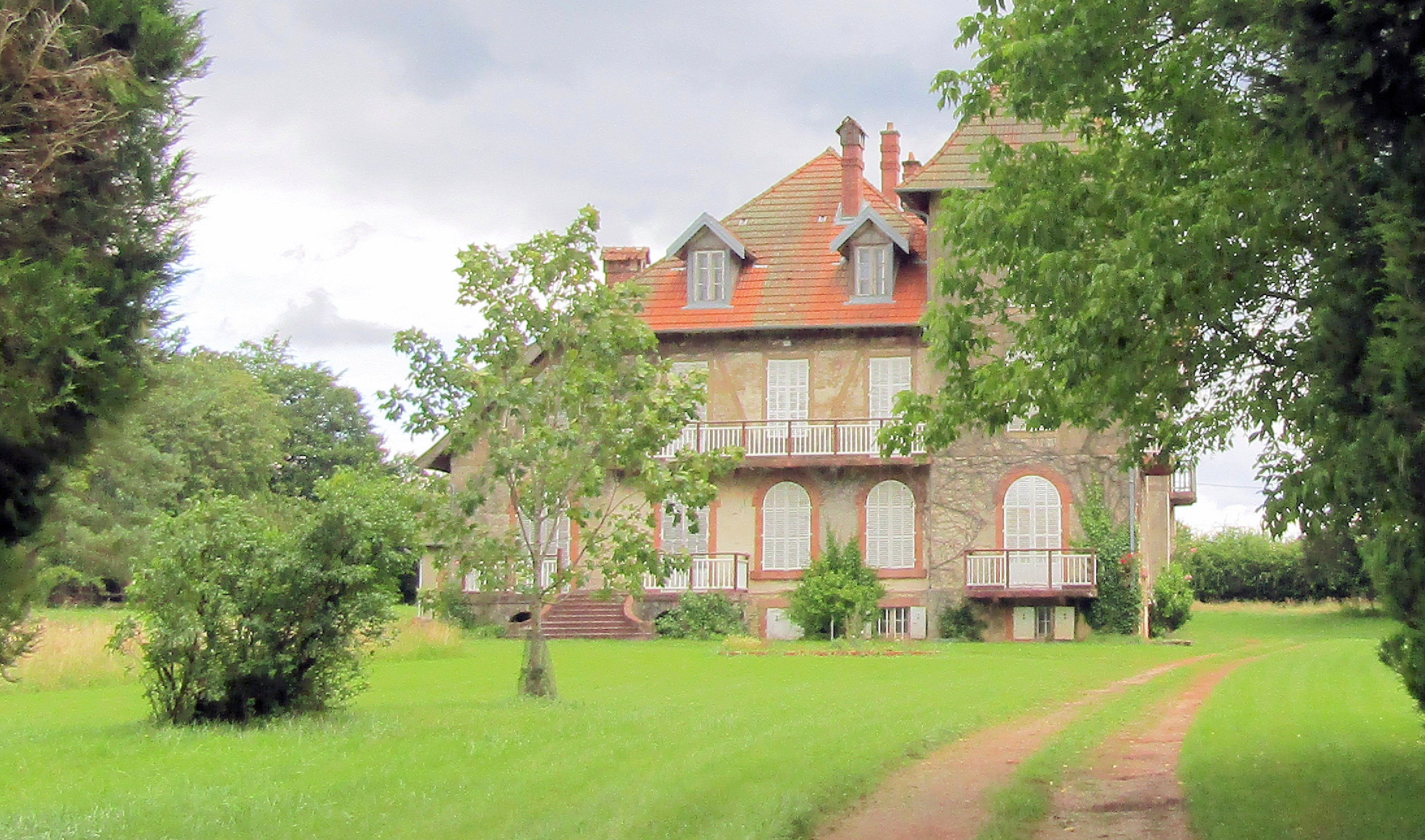
Schloss Pexonne

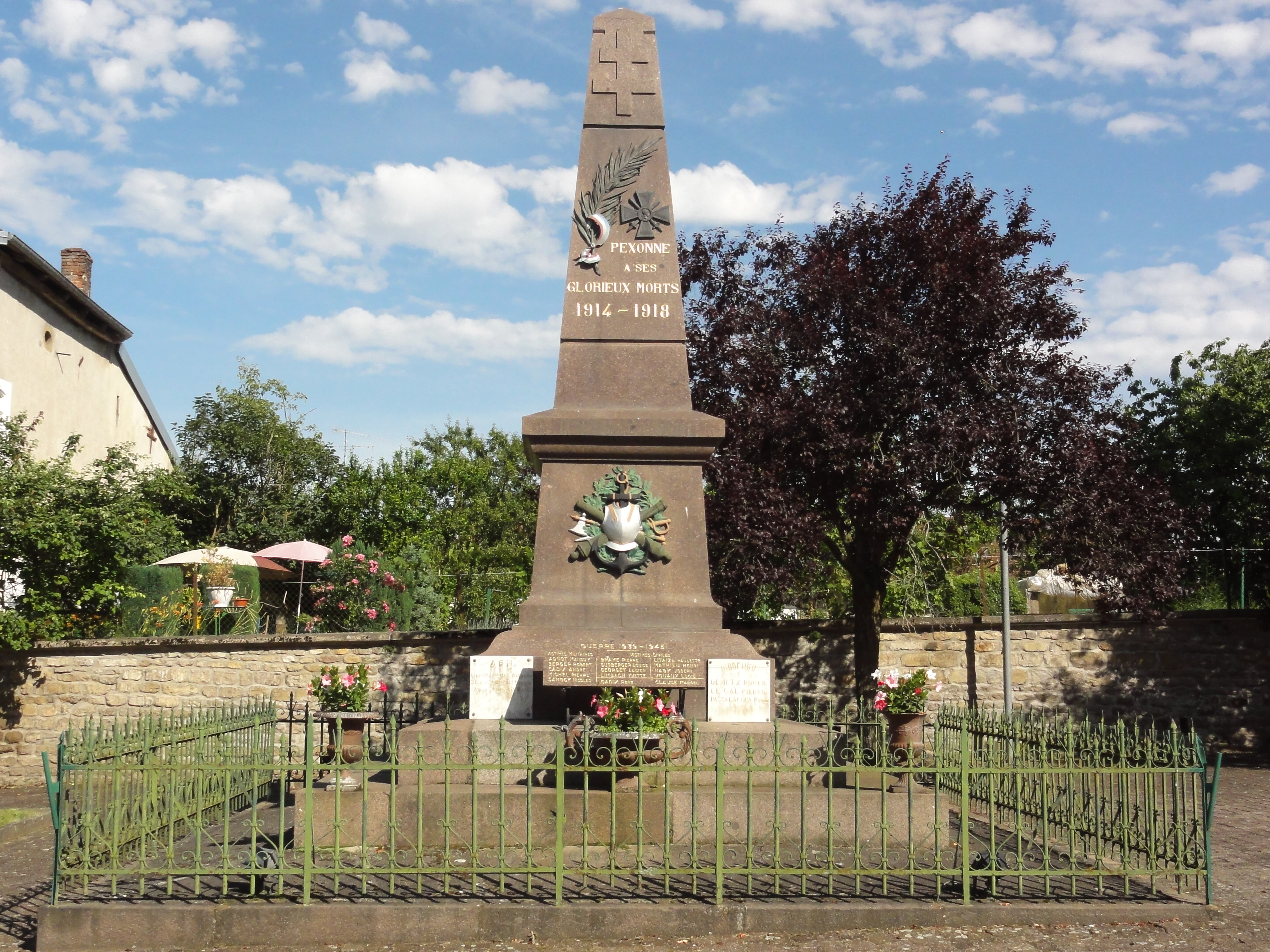
Gefallenendenkmal

- Kirche Saint-Pierre-aux-Liens, erbaut 1776
- Schloss Pexonne
- Calvaire
- Gefallenendenkmal
- Ruinen einer ab 1690 blühenden Ziegel-, Fliesen- und Keramikindustrie
- Reste einer Wassermühle
- außergewöhnliche Felsformationen mit Gewölben und Überhängen im Val de Vohné

Kirche Saint-Pierre-aux-Liens
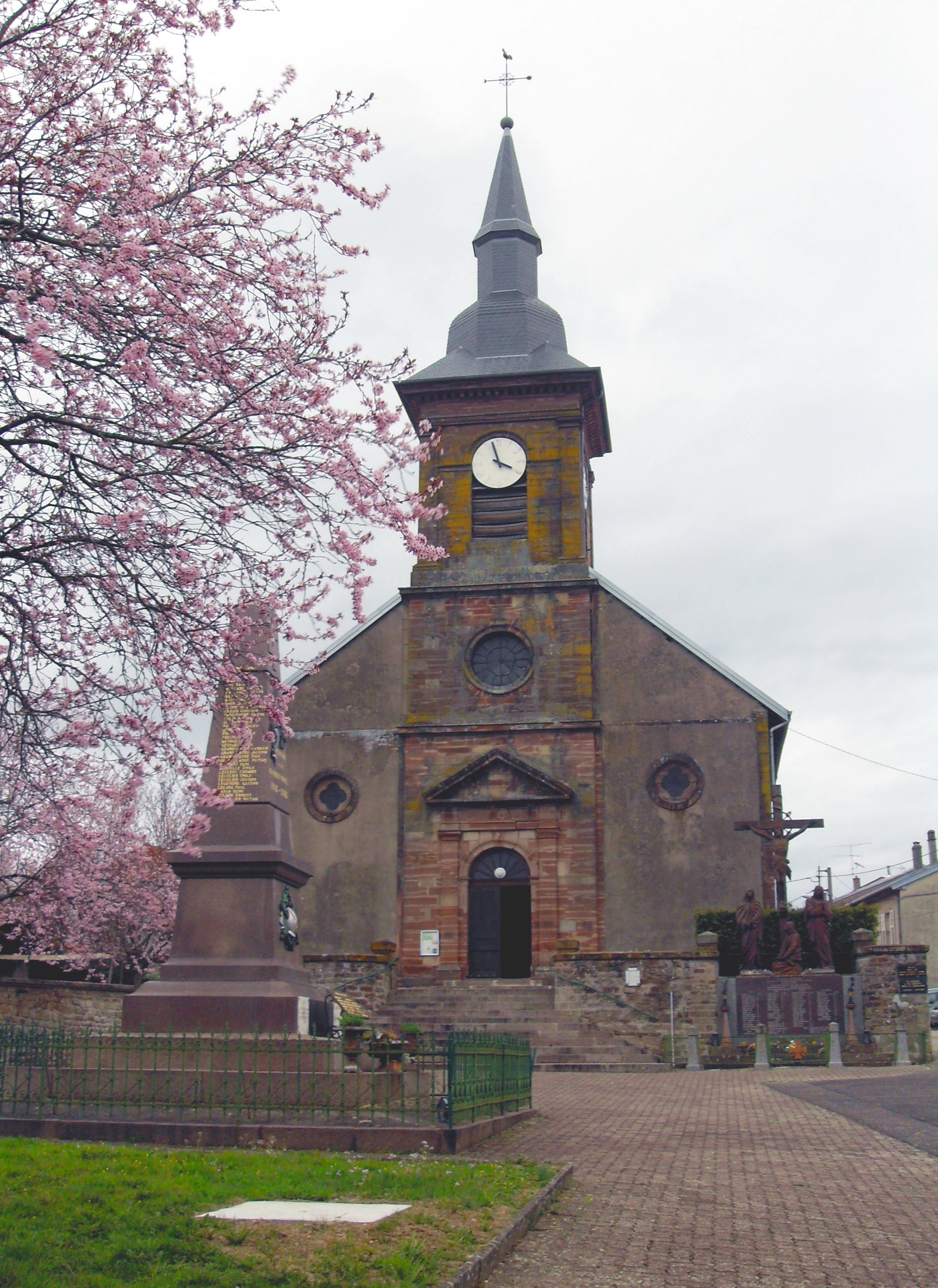
Südwestseite
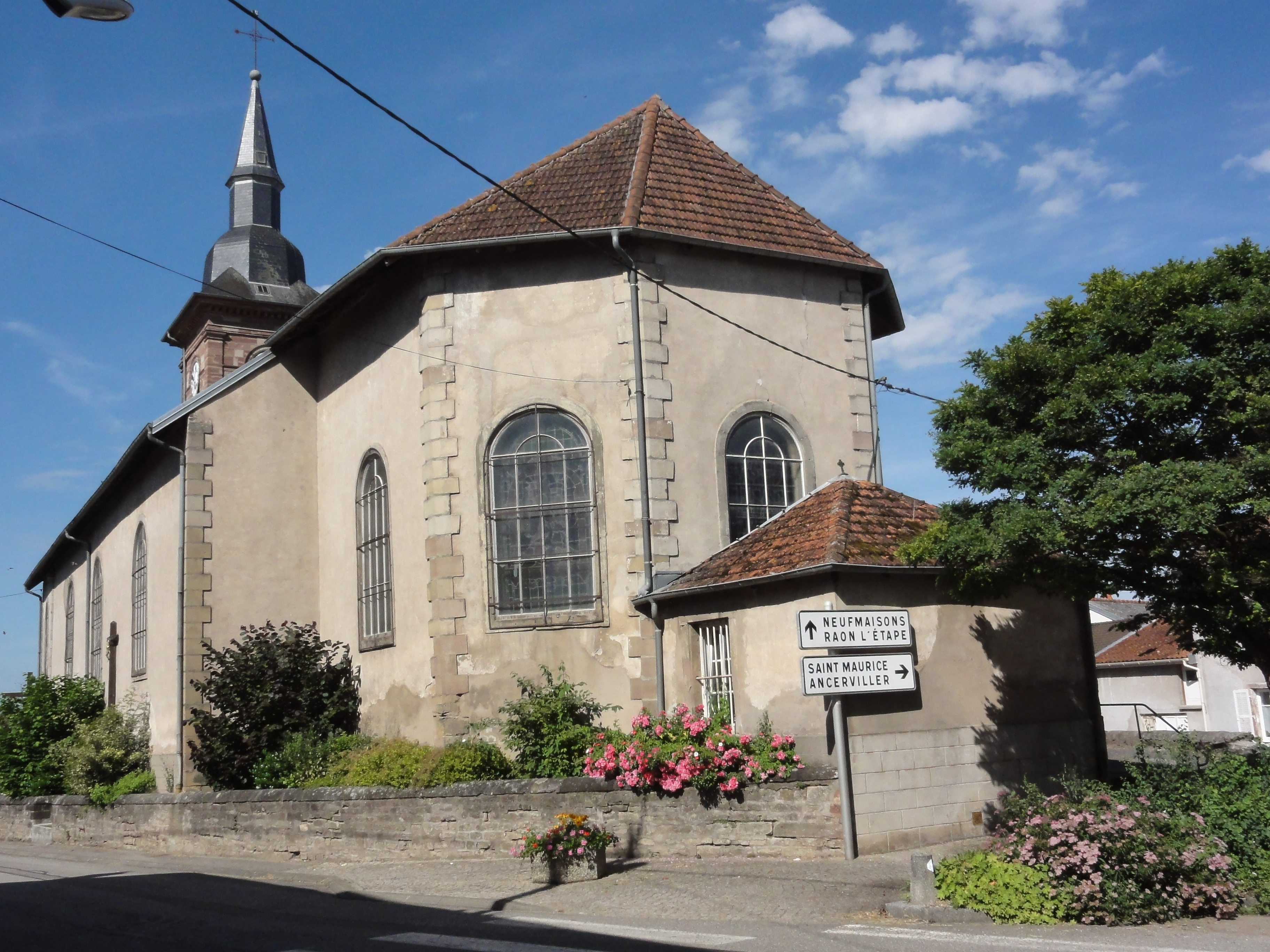
Nordostseite

## Wirtschaft und Infrastruktur
In der Gemeinde Pexonne sind zwei Landwirtschaftsbetriebe (Rinderzucht, Milchviehhaltung) und drei Forstbetriebe ansässig.
Im zwölf Kilometer entfernten Raon-l’Étape besteht ein Anschluss an die autobahnartig ausgebaute Route nationale 59 von Nancy nach Épinal. Der zwölf Kilometer von Pexonne entfernte Bahnhof in Baccarat liegt an der Bahnstrecke Lunéville–Saint-Dié.

## Belege
1. ↑  Pexonne. Gedenkorte Europa 1939–1945, abgerufen am 31. Januar 2025.
2. ↑  Pexonne auf cassini.ehess
3. ↑  Pexonne auf INSEE
4. ↑  Landwirtschaftsbetriebe auf annuaire-mairie.fr (französisch)
5. ↑  Forstbetriebe auf annuaire-mairie.fr (französisch)